# 小行星7031
小行星7031（英語：7031 Kazumiyoshioka）是一颗围绕太阳公转的小行星。1994年10月31日，清水義定、浦田武在那智胜浦町发现了此天体。
这颗小行星的绝对星等为108.4517837849335等。